# Kirchenkreis Melsungen
Der Kirchenkreis Melsungen war ein Kirchenkreis der Evangelischen Kirche von Kurhessen-Waldeck im Sprengel Marburg. Zum 1. Januar 2020 fusionierte er mit den benachbarten Kirchenkreisen Fritzlar-Homberg und Ziegenhain zum Kirchenkreis Schwalm-Eder.
In den 40 Gemeinden des Kirchenkreises lebten rund 31.000 evangelische Christen. Die Leitung des Kirchenkreises hatte zuletzt der Dekan Norbert Mecke inne. Sitz des Kirchenkreises war Melsungen. 

## Gemeinden
Der Kirchenkreis Melsungen erstreckte sich über einen Teil des Schwalm-Eder-Kreises, des Landkreises Hersfeld-Rotenburg und des Landkreises Kassel. Zum Kirchenkreis gehörten die politischen Gemeinden Melsungen (bis auf Günsterode), Spangenberg, Morschen, Malsfeld (bis auf Mosheim, Ostheim und Sipperhausen), Alheim (nur Heinebach), Felsberg (nur Altenbrunslar, Neuenbrunslar, Hilgershausen und Wolfershausen), Gudensberg (nur Deute), Körle, Guxhagen und Fuldabrück (nur Dennhausen, Dittershausen und Dörnhagen). In den Gemeinden waren 25 Pfarrerinnen und Pfarrer für die seelsorgerische Arbeit zuständig. 

## Leitung
Der Kirchenkreis wird geleitet von der Kreissynode, dem Kirchenkreisvorstand und dem Dekan. Von 1989 bis 2012 war Rudolf Schulze (zugleich von 2012 bis 2016 auch Präses der Landessynode) Dekan des Kirchenkreises. Zum 1. Mai 2013 übernahm Norbert Mecke die Leitung des Kirchenkreises als Dekan. Dekanatskirche war die Stadtkirche Melsungen. 